# Мантуровский район (Курская область)
Манту́ровский райо́н — административно-территориальная единица (район) и муниципальное образование (муниципальный район) на юго-востоке Курской области России.
Административный центр — село Мантурово.

## География
Площадь 1017 км². Район граничит на севере с Тимским, на востоке — с Горшеченским, на западе — с Солнцевским, на юго-западе — с Пристенским районами Курской области, на юге — с Губкинским районом Белгородской области.
Основные реки — Сейм, Оскол.

## История
Район образован повторно 23 марта 1977 года.

## Население
| 2002    | 2004    | 2007    | 2009    | 2010    | 2011    | 2012    | 2013    | 2014    |
| ------- | ------- | ------- | ------- | ------- | ------- | ------- | ------- | ------- |
| 16 758  | ↘16 200 | ↘14 241 | ↘13 762 | ↗14 349 | ↘14 237 | ↘13 743 | ↘13 323 | ↘12 967 |
| 2015    | 2016    | 2017    | 2018    | 2019    | 2020    | 2021    |         |         |
| ↘12 767 | ↘12 588 | ↘12 414 | ↘12 164 | ↘11 964 | ↘11 679 | ↘11 375 |         |         |

### Национальный состав
По итогам переписи населения 2020 года проживали следующие национальности (национальности менее 0,1 % и другое, см. в сноске к строке «Другие»):
| Национальность | Численность, чел. | Доля     |
| -------------- | ----------------- | -------- |
| Русские        | 11 015            | 96,84 %  |
| Армяне         | 78                | 0,69 %   |
| Украинцы       | 58                | 0,51 %   |
| Турки          | 35                | 0,31 %   |
| Другие         | 189               | 1,65 %   |
| Итого          | 11 375            | 100,00 % |

## Административное деление
Мантуровский район как административно-территориальная единица включает 19 сельсоветов.
В рамках организации местного самоуправления в муниципальный район входят 7 муниципальных образований со статусом сельского поселения:
| № | Муниципальное образование | Административный центр | Количество населённых пунктов | Население (чел.) | Площадь (км²) |
| - | ------------------------- | ---------------------- | ----------------------------- | ---------------- | ------------- |
| 1 | 2-й Засеймский сельсовет  | село 2-е Засеймье      | 9                             | ↘1100            | 138,14        |
| 2 | Куськинский сельсовет     | село Куськино          | 7                             | ↘1034            | 136,92        |
| 3 | Мантуровский сельсовет    | село Мантурово         | 10                            | ↘3280            | 177,68        |
| 4 | Останинский сельсовет     | село Останино          | 10                            | ↗837             | 152,12        |
| 5 | Репецкий сельсовет        | хутор Заосколье        | 12                            | ↗974             | 110,99        |
| 6 | Сеймский сельсовет        | село Сейм              | 5                             | ↘2602            | 92,53         |
| 7 | Ястребовский сельсовет    | село Ястребовка        | 10                            | ↗1548            | 208,58        |

В ходе муниципальной реформы 2006 года в составе новообразованного муниципального района законом Курской области от 21 октября 2004 года в границах сельсоветов были созданы 19 муниципальных образований со статусом сельского поселения.
Законом Курской области от 26 апреля 2010 года был упразднён ряд сельских поселений: Пузачинский сельсовет и Роговский сельсовет (включены в Куськинский сельсовет); Большебутырский сельсовет и Репецкоплатавский сельсовет (включены в Останинский сельсовет); Свинецкий сельсовет и 1-й Засеймский сельсовет (включены в Мантуровский сельсовет); Зареченский сельсовет (включён в Репецкий сельсовет); Стуженский сельсовет и Круто-Верховский сельсовет (включены в Ястребовский сельсовет); Кривецкий сельсовет (включён в Сеймский сельсовет); Гущинский сельсовет и Мяснянский сельсовет (включены в 2-й Засеймский сельсовет). Соответствующие сельсоветы как административно-территориальные единицы упразднены не были.

## Населённые пункты
В Мантуровском районе 63 населённых пункта (все — сельские).
| №  | Населённый пункт  | Тип     | Население | Муниципальное образование |
| -- | ----------------- | ------- | --------- | ------------------------- |
| 1  | Александровка     | деревня | ↘10       | Репецкий сельсовет        |
| 2  | Александровка     | деревня | ↘27       | Ястребовский сельсовет    |
| 3  | Безлепкино        | село    | ↗147      | Репецкий сельсовет        |
| 4  | Белый Колодезь    | деревня | ↘100      | 2-й Засеймский сельсовет  |
| 5  | Большие Бутырки   | село    | ↘333      | Останинский сельсовет     |
| 6  | Борзенково        | деревня | ↘178      | 2-й Засеймский сельсовет  |
| 7  | Бочаровка         | деревня | ↘149      | Сеймский сельсовет        |
| 8  | Бурцевка          | деревня | ↘78       | Ястребовский сельсовет    |
| 9  | Верхосеймье       | село    | ↘110      | Мантуровский сельсовет    |
| 10 | Выселки-Трубацкие | хутор   | ↘4        | Сеймский сельсовет        |
| 11 | Грачевка          | деревня | ↘12       | 2-й Засеймский сельсовет  |
| 12 | Гребенное         | хутор   | ↘38       | Мантуровский сельсовет    |
| 13 | Гусли             | хутор   | ↘53       | Ястребовский сельсовет    |
| 14 | Гущино            | село    | ↘243      | 2-й Засеймский сельсовет  |
| 15 | Дубрава           | хутор   | ↘4        | Останинский сельсовет     |
| 16 | Екатериновка      | деревня | ↘80       | Останинский сельсовет     |
| 17 | Заломное          | хутор   | ↘9        | Куськинский сельсовет     |
| 18 | Заосколье         | хутор   | ↘240      | Репецкий сельсовет        |
| 19 | Зареченка         | деревня | ↘125      | Сеймский сельсовет        |
| 20 | Заречье           | село    | ↘332      | Репецкий сельсовет        |
| 21 | Засеймская Сеть   | хутор   | ↘2        | Мантуровский сельсовет    |
| 22 | Илюшины Дворы     | хутор   | ↘3        | Куськинский сельсовет     |
| 23 | Камышенка         | деревня | ↘46       | Ястребовский сельсовет    |
| 24 | Колодезек         | хутор   | ↘87       | Мантуровский сельсовет    |
| 25 | Красная Заря      | хутор   | ↘3        | Останинский сельсовет     |
| 26 | Красная Нарезка   | хутор   | ↘17       | Останинский сельсовет     |
| 27 | Кривец            | село    | ↘644      | Сеймский сельсовет        |
| 28 | Криволаповка      | деревня | ↗76       | Репецкий сельсовет        |
| 29 | Круглый Лес       | деревня | ↘25       | Останинский сельсовет     |
| 30 | Крутое            | хутор   | ↘1        | Останинский сельсовет     |
| 31 | Крутые Верхи      | село    | ↘126      | Ястребовский сельсовет    |
| 32 | Кулига            | хутор   | ↘28       | Репецкий сельсовет        |
| 33 | Куськино          | село    | ↘412      | Куськинский сельсовет     |
| 34 | Лески             | деревня | ↘20       | Ястребовский сельсовет    |
| 35 | Лобовы Дворы      | хутор   | ↘1        | Куськинский сельсовет     |
| 36 | Луговка           | хутор   | ↘74       | Репецкий сельсовет        |
| 37 | Малашково         | хутор   | ↘16       | Мантуровский сельсовет    |
| 38 | Мантурово         | село    | ↘2767     | Мантуровский сельсовет    |
| 39 | Меловой Колодезь  | деревня | ↘60       | Ястребовский сельсовет    |
| 40 | Мочаги            | хутор   | ↘4        | Останинский сельсовет     |
| 41 | Мяснянка          | село    | ↘161      | 2-й Засеймский сельсовет  |
| 42 | Нечаево           | деревня | ↘99       | 2-й Засеймский сельсовет  |
| 43 | Орловка           | деревня | ↘1        | Мантуровский сельсовет    |
| 44 | Останино          | село    | ↘422      | Останинский сельсовет     |
| 45 | Петровский        | хутор   | ↘14       | Репецкий сельсовет        |
| 46 | Покровское        | село    | ↘78       | Ястребовский сельсовет    |
| 47 | Пузачи            | село    | ↘616      | Куськинский сельсовет     |
| 48 | Разбираевка       | деревня | ↘64       | Репецкий сельсовет        |
| 49 | Репец             | село    | ↘96       | Репецкий сельсовет        |
| 50 | Репецкая Плата    | село    | ↘232      | Останинский сельсовет     |
| 51 | Роговое           | село    | ↘369      | Куськинский сельсовет     |
| 52 | Рябиново          | деревня | ↘52       | Мантуровский сельсовет    |
| 53 | Савиловка         | хутор   | ↗54       | Репецкий сельсовет        |
| 54 | Свинец            | село    | ↘456      | Мантуровский сельсовет    |
| 55 | Сейм              | село    | ↘2564     | Сеймский сельсовет        |
| 56 | Стужень           | село    | ↘315      | Ястребовский сельсовет    |
| 57 | Суволочное        | село    | ↘70       | 2-й Засеймский сельсовет  |
| 58 | Трубацкое         | село    | ↘117      | 2-й Засеймский сельсовет  |
| 59 | Угол              | хутор   | ↘102      | Репецкий сельсовет        |
| 60 | Шиповка           | деревня | ↘16       | Куськинский сельсовет     |
| 61 | Ястребовка        | село    | ↘953      | Ястребовский сельсовет    |
| 62 | 1-е Засеймье      | село    | ↘434      | Мантуровский сельсовет    |
| 63 | 2-е Засеймье      | село    | ↘380      | 2-й Засеймский сельсовет  |

## Экономика
На территории района осуществляют деятельность  11 сельскохозяйственных предприятий, 28 крестьянских (фермерских) хозяйства, в том числе сохранившийся  и нормально работающий единственный в области откормсовхоз ( ЗАО «Кривецкое»).  Действует свой мясоперерабатывающий цех (ООО «Кривецкие колбасы»). Основным видом деятельности является переработка мяса крупного рогатого скота.
В районе зарегистрировано 229 индивидуальных предпринимателей.
Стабильно работает градообразующее предприятие - сахарный завод ОАО «Кривец-сахар».
Имеется хлебоприемное предприятие ОАО «Кривецкое ХПП», помещения которого рассчитаны на 24 тыс. тонн  хранения зерна.  Кроме того, это предприятие осуществляет сушку зерна  хозяйствующим субъектам.
| №п/п | Наименование проекта              | Место реализации проекта | Участники инвестиционного проекта | Цели инвестиционного проекта | Цели инвестиционного проекта | Объем инвестиций (млн.руб.) | Мощность                     | К-во рабочих мет | Срок реализации проекта |
| 1.   | Свиноводческий комплекс           | д.Рябиново               | ООО «БВК-Глобал»                  | ООО «БВК-Глобал»             | Производство с/х продукции   | 1020                        | 16,6 тыс. тонн свинины в год | 40               | 2017 год                |
| 2.   | Строительство молочного комплекса | с.Б-Бутырки              | ООО «Луч»                         | ООО «Луч»                    | Производство с/х продукции   | 160                         | На 1200 голов                | 10               | 2017 год                |

## Транспорт
Транспортную инфраструктуру района составляют автомобильные дороги регионального значения протяженностью - 237 км и муниципального значения протяженностью - 118 км.Через район проходят участок (15 км) Юго-Восточной железной дороги Сараевка—Старый Оскол; шоссейная автомобильная дорога федерального значения Тим—Лукьяновка (31,5 км); шоссейные автомобильные дороги областного значения Мантурово—Кривецкая (22,2 км), Обоянь—Солнцево—Мантурово (13,9 км), Лукьяновка—Тим—Ястребовка—Старый Оскол (21 км); участок (44 км) нефтепровода «Дружба» (Мичуринск—Кременчуг).